# Temporada 1994-95 de los Philadelphia 76ers
La temporada 1994-95 fue la cuadragésimo sexta de los Philadelphia 76ers en la NBA, y la trigésimo segunda en Filadelfia, Pensilvania, tras haber jugado hasta entonces en Syracuse bajo el nombre de Syracuse Nationals. La temporada regular acabó con 24 victorias y 58 derrotas, ocupando el decimotercer puesto de la conferencia Este, no logrando clasificarse para los playoffs.

## Elecciones en elDraft
| Ronda | Puesto | Jugador        | Posición  | Nacionalidad   | Universidad |
| ----- | ------ | -------------- | --------- | -------------- | ----------- |
| 1     | 6      | Sharone Wright | Ala-Pívot | Estados Unidos | Clemson     |
| 1     | 20     | B.J. Tyler     | Base      | Estados Unidos | Texas       |

## Temporada regular
| División Atlántico | División Atlántico | División Atlántico | División Atlántico | División Atlántico | División Atlántico | División Atlántico | División Atlántico | División Atlántico |
| Equipo             | G                  | P                  | %                  | PD                 | Casa               | Fuera              | Div                |                    |
| ------------------ | ------------------ | ------------------ | ------------------ | ------------------ | ------------------ | ------------------ | ------------------ | ------------------ |
| y-Orlando Magic    | 57                 | 25                 | .695               | —                  | 39–2               | 18–23              | 18–10              |                    |
| x-New York Knicks  | 55                 | 27                 | .671               | 2                  | 29–12              | 26–15              | 23–5               |                    |
| x-Boston Celtics   | 35                 | 47                 | .427               | 22                 | 20–21              | 15–26              | 14–14              |                    |
| Miami Heat         | 32                 | 50                 | .390               | 25                 | 22–19              | 10–31              | 9–19               |                    |
| New Jersey Nets    | 30                 | 52                 | .366               | 27                 | 20–21              | 10–31              | 13–15              |                    |
| Philadelphia 76ers | 24                 | 58                 | .293               | 33                 | 14–27              | 10–31              | 12–16              |                    |
| Washington Bullets | 21                 | 61                 | .256               | 36                 | 13–28              | 8–33               | 9–19               |                    |

## Estadísticas

### Temporada regular
| Rk | Jugador               | Edad | P  | PT | MP   | TC  | TCI  | %TC  | T3  | T3I | %T3   | TL  | TLI | %TL   | RO  | RD  | RT  | AS  | RB  | TAP | BP  | FP  | PTS  |
| -- | --------------------- | ---- | -- | -- | ---- | --- | ---- | ---- | --- | --- | ----- | --- | --- | ----- | --- | --- | --- | --- | --- | --- | --- | --- | ---- |
| 1  | Dana Barros           | 27   | 82 | 82 | 40.5 | 7.0 | 14.2 | .490 | 2.4 | 5.2 | .464  | 4.2 | 4.7 | .899  | 0.3 | 3.0 | 3.3 | 7.5 | 1.8 | 0.0 | 3.0 | 1.9 | 20.6 |
| 2  | Clarence Weatherspoon | 24   | 76 | 76 | 39.4 | 7.1 | 16.3 | .439 | 0.1 | 0.3 | .190  | 3.7 | 5.0 | .751  | 1.9 | 5.0 | 6.9 | 2.8 | 1.5 | 0.9 | 2.5 | 2.6 | 18.1 |
| 3  | Jeff Malone           | 33   | 19 | 19 | 34.7 | 7.6 | 14.9 | .507 | 0.6 | 1.5 | .393  | 2.7 | 3.1 | .864  | 0.6 | 2.3 | 2.9 | 1.5 | 0.8 | 0.0 | 1.5 | 1.8 | 18.4 |
| 4  | Willie Burton         | 26   | 53 | 31 | 29.5 | 4.6 | 11.4 | .401 | 2.0 | 5.2 | .385  | 4.2 | 5.0 | .824  | 0.9 | 2.2 | 3.1 | 1.8 | 0.6 | 0.4 | 2.3 | 3.2 | 15.3 |
| 5  | Shawn Bradley         | 22   | 82 | 59 | 28.8 | 3.8 | 8.5  | .455 | 0.0 | 0.0 | .000  | 1.8 | 2.8 | .638  | 3.0 | 5.1 | 8.0 | 0.6 | 0.7 | 3.3 | 1.7 | 4.1 | 9.5  |
| 6  | Sharone Wright        | 22   | 79 | 49 | 25.9 | 4.6 | 9.8  | .465 | 0.0 | 0.1 | .000  | 2.3 | 3.6 | .645  | 2.4 | 3.6 | 6.0 | 0.6 | 0.5 | 1.3 | 1.9 | 3.1 | 11.4 |
| 7  | Corey Gaines          | 29   | 11 | 8  | 25.5 | 2.2 | 4.6  | .471 | 0.2 | 1.4 | .133  | 0.5 | 1.0 | .455  | 0.1 | 1.5 | 1.6 | 3.0 | 0.7 | 0.1 | 1.3 | 2.1 | 5.0  |
| 8  | Jeff Grayer           | 29   | 47 | 25 | 23.4 | 3.5 | 8.1  | .428 | 0.1 | 0.3 | .333  | 1.2 | 1.8 | .699  | 1.2 | 1.9 | 3.2 | 1.6 | 0.6 | 0.1 | 1.2 | 1.7 | 8.3  |
| 9  | Scott Williams        | 26   | 77 | 43 | 23.1 | 2.7 | 5.6  | .475 | 0.0 | 0.1 | .000  | 1.0 | 1.4 | .738  | 2.2 | 4.1 | 6.3 | 0.8 | 0.9 | 0.5 | 1.1 | 3.1 | 6.4  |
| 10 | Alphonso Ford         | 23   | 5  | 0  | 19.6 | 1.8 | 7.8  | .231 | 0.0 | 1.8 | .000  | 0.2 | 0.4 | .500  | 1.6 | 2.4 | 4.0 | 1.8 | 0.2 | 0.0 | 1.6 | 1.0 | 3.8  |
| 11 | Derrick Alston        | 22   | 64 | 1  | 16.1 | 1.9 | 4.0  | .465 | 0.0 | 0.1 | .000  | 0.9 | 1.9 | .492  | 1.5 | 1.9 | 3.4 | 0.5 | 0.6 | 0.5 | 0.8 | 1.7 | 4.7  |
| 12 | Jerome Harmon         | 25   | 10 | 0  | 15.8 | 2.1 | 5.3  | .396 | 0.1 | 0.1 | 1.000 | 0.3 | 0.6 | .500  | 0.9 | 1.4 | 2.3 | 1.2 | 0.9 | 0.0 | 0.7 | 1.2 | 4.6  |
| 13 | Greg Graham           | 24   | 50 | 7  | 15.5 | 1.9 | 4.5  | .426 | 0.1 | 0.6 | .214  | 1.1 | 1.5 | .753  | 0.4 | 0.9 | 1.2 | 1.3 | 0.6 | 0.1 | 1.0 | 1.5 | 5.0  |
| 14 | B.J. Tyler            | 23   | 55 | 8  | 14.7 | 1.3 | 3.4  | .381 | 0.3 | 0.9 | .314  | 0.6 | 0.9 | .700  | 0.2 | 0.9 | 1.1 | 3.2 | 0.7 | 0.0 | 1.8 | 1.1 | 3.5  |
| 15 | Lloyd Daniels         | 27   | 5  | 0  | 12.6 | 1.8 | 5.4  | .333 | 0.6 | 2.8 | .214  | 0.4 | 0.4 | 1.000 | 0.4 | 1.0 | 1.4 | 0.8 | 0.4 | 0.0 | 1.6 | 1.6 | 4.6  |
| 16 | Jaren Jackson         | 27   | 21 | 1  | 12.2 | 1.2 | 3.2  | .368 | 0.2 | 0.7 | .267  | 0.8 | 1.1 | .667  | 0.9 | 1.1 | 2.0 | 0.9 | 0.4 | 0.2 | 0.8 | 1.6 | 3.3  |
| 17 | Tim Perry             | 29   | 42 | 1  | 10.6 | 0.6 | 1.9  | .346 | 0.0 | 0.3 | .000  | 0.5 | 1.0 | .550  | 0.9 | 1.2 | 2.1 | 0.3 | 0.2 | 0.4 | 0.5 | 1.2 | 1.8  |
| 18 | Alaa Abdelnaby        | 26   | 3  | 0  | 10.0 | 0.3 | 3.7  | .091 | 0.0 | 0.0 |       | 0.0 | 0.0 |       | 1.0 | 1.7 | 2.7 | 0.0 | 0.0 | 0.0 | 1.7 | 0.7 | 0.7  |
| 19 | Kevin Pritchard       | 27   | 5  | 0  | 7.2  | 0.0 | 0.6  | .000 | 0.0 | 0.6 | .000  | 0.2 | 0.8 | .250  | 0.0 | 0.2 | 0.2 | 2.2 | 0.0 | 0.0 | 1.0 | 0.6 | 0.2  |

## Galardones y récords
| Jugador        | Galardón                                |
| Dana Barros    | Jugador más mejorado de la NBA All-Star |
| Sharone Wright | 2.º Mejor quinteto de rookies de la NBA |